# Franz Werner von Tamm

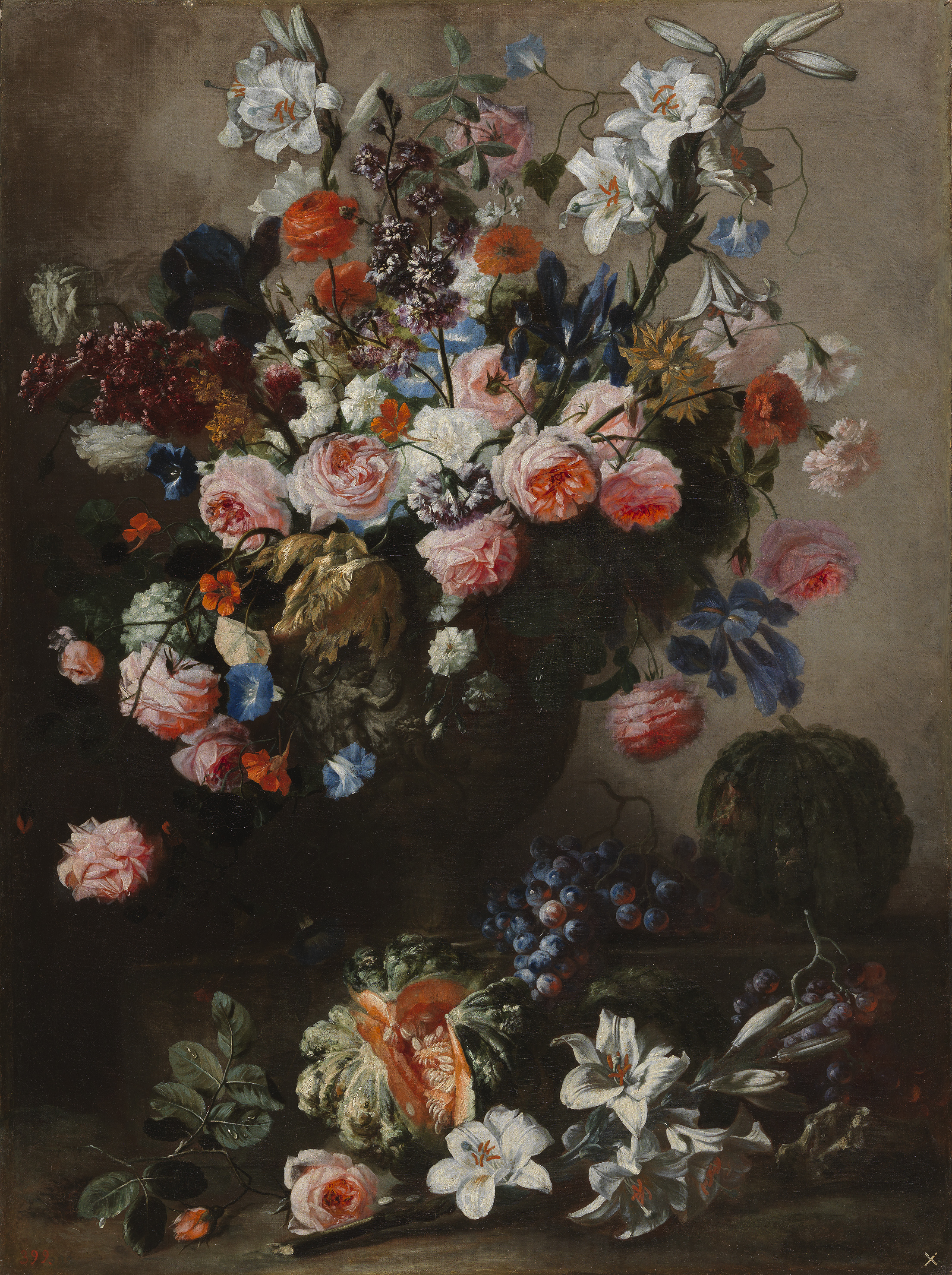
Florero, óleo sobre lienzo, 130 x 97 cm, Madrid, Museo del Prado.

Franz Werner von Tamm, italianizado Francesco Varnetam (Hamburgo, 1658  – Viena, 1724), fue un pintor barroco alemán especializado en bodegones de flores y piezas de caza, que en ocasiones situaba sobre fondos de paisaje.
De 1585 a 1595 residió en Roma donde, influido por David de Coninck, entró en contacto con el círculo de los Bentvueghels que agrupaba a los pintores nórdicos establecidos en la Ciudad Eterna, donde fue apodado «Aprêt» o «Dapper» (Elegante, apuesto) y tuvo como discípulo al bodegonista italiano Pietro Navarra. Según Giovanni Rosini, en Roma se convirtió en uno de los numerosos seguidores de Carlo Maratta, lo que facilitó su reconocimiento más allá de las fronteras de Italia y que se le invitase a Viena para trabajar como pintor de la corte, falleciendo allí en 1724.